# Halacarsantia kussakini
Halacarsantia kussakini is een pissebed uit de familie Santiidae. De wetenschappelijke naam van de soort is voor het eerst geldig gepubliceerd in 1992 door Mueller.